# مؤتمر الإنقاذ الوطني السوري
مؤتمر الإنقاذ الوطني السوري هو مؤتمر للمعارضة السورية عُقدَ في مدينة إسطنبول التركية بتاريخ 16 يوليو عام 2011 على خلفية حركة الاحتجاجات التي عصفت بالبلاد في عام 2011، وكان يهدف إلى تشكيل حكومة ظل تُمثل المعارضة بجميع أطيافها.
كان مقرراً عقد المؤتمر بالداية في 16 يوليو تحت مسمَّى «مؤتمر الإنقاذ الوطني السوري»، وهو مؤتمر يَهدف إلى تشكيل حكومة ظل للمعارضة السورية تتحد تحتَ جناحها. وكان يُفترض أن يَكون المؤتمر مقسوماً إلى جزئين، مؤتمر في الداخل بالعاصمة دمشق ومؤتمر في الخارج بمدينة إسطنبول التركية بمشاركة 400 معارض وبقيادة هيثم المالح. لكن خلال سير مظاهرة مناهضة للنظام في حي القابون بدمشق بجوار صالة المؤتمر في «جمعة أسرى الحرية» بتاريخ 15 يوليو أطلقت عليها قوات الأمن النار وقتلت 14 محتجاً،. ودفعت هذه الأحداث المعارضة إلى تغيير مكان عقد المؤتمر في العاصمة إلى موقع سريٍّ لم تُعلن عنه.
وقد حضر المؤتمر غالبية المعارضين السوريين المعروفين، وكان من بينهم برهان غليون وهيثم المالح بالإضافة إلى شباب الثورة السورية من ممثلي التنسيقيات وممثلين عن التكتلات الشبابية.